# Eliminatórias da Copa do Mundo FIFA de 2018 - Ásia
A zona asiática das Eliminatórias da Copa do Mundo FIFA de 2018 foi disputada entre 12 de março de 2015 e 10 de outubro de 2017. Quatro equipes tiveram vaga direta para a Copa do Mundo FIFA de 2018 e uma para a repescagem intercontinental.

## Formato
A estrutura da qualificação foi aprovada pela AFC em 16 de abril de 2014.
- Primeira fase: Um total de 12 equipes (equipes ranqueadas de 35-46 no Ranking da FIFA) jogaram play-offs, em casa e fora, contra suas respectivas equipes.
- Segunda fase: Um total de 40 equipes (equipes ranqueadas de 1-34 no Ranking da FIFA e os seis vencedores da primeira fase) foram divididas em oito grupos de cinco seleções cada grupo, onde as seleções se enfrentaram em casa e fora. As oito primeiras colocadas, mais os quatro melhores segundos colocados, avançaram para a terceira fase, bem como qualificam se para a Copa da Ásia de 2019.
- Terceira fase: Os 12 times foram divididos em dois grupos de seis seleções, onde as seleções se enfrentam em casa e fora. As duas melhores equipes de cada grupo qualificaram-se para a Copa do Mundo FIFA de 2018, e os dois terceiros colocados equipes avançaram para a quarta fase.
- Quarta fase (play-off para a repescagem): Os dois terceiros colocados em cada grupo, a partir da terceira fase jogaram contra si, em casa e fora, para definir quem disputará a repescagem intercontinental.

As 24 melhores equipes eliminadas das eliminatórias na segunda fase serão divididas em seis grupos de quatro seleções cada grupo e irão se enfrentar para as vagas restantes para a Copa da Ásia de 2019 (a terceira fase das qualificações para a Copa da Ásia de 2019 será separada da terceira fase das eliminatórias para a Copa do Mundo).

## Participantes
Entre parênteses, a sua posição no ranking da FIFA (de janeiro de 2015).
| Competem a partir da segunda fase (Ranqueados do 1º ao 34º lugar) | Competem a partir da segunda fase (Ranqueados do 1º ao 34º lugar) | Competem a partir da primeira fase (Ranqueados do 35º ao 46º lugar) |
| --- | --- | --- |
| 1. Irã (51) 2. Japão (54) 3. Coreia do Sul (69) 4. Uzbequistão (71) 5. Emirados Árabes Unidos (80) 6. Catar (92) 7. Omã (93) 8. Jordânia (93) 9. China (96) 10. Austrália (100) 11. Arábia Saudita (102) 12. Bahrein (110) 13. Iraque (114) 14. Palestina (115) 15. Líbano (122) 16. Kuwait (125) 17. Filipinas (129) | 1. Maldivas (131) 2. Vietnã (133) 3. Tadjiquistão (136) 4. Myanmar (141) 5. Afeganistão (142) 6. Tailândia (144) 7. Turcomenistão (147) 8. Coreia do Norte (150) 9. Síria (151) 10. Quirguistão (152) 11. Malásia (154) 12. Hong Kong (156) 13. Singapura (157) 14. Indonésia (159) 15. Laos (160) 16. Guam (161) 17. Bangladesh (165) | 1. Índia (171) 2. Sri Lanka (172) 3. Iêmen (176) 4. Camboja (179) 5. Taipé Chinês (182) 6. Timor-Leste (185) 7. Nepal (186) 8. Macau (186) 9. Paquistão (188) 10. Mongólia (194) 11. Brunei (198) 12. Butão (209) |

## Primeira fase
| Equipe 1     | Total | Equipe 2  | 1.º jogo | 2.º jogo |
| ------------ | ----- | --------- | -------- | -------- |
| Índia        | 2–0   | Nepal     | 2–0      | 0–0      |
| Iêmen        | 3–1   | Paquistão | 3–1      | 0–0      |
| Timor-Leste  | 5–1   | Mongólia  | 4–1      | 1–0      |
| Camboja      | 4–1   | Macau     | 3–0      | 1–1      |
| Taipé Chinês | 2–1   | Brunei    | 0–1      | 2–0      |
| Sri Lanka    | 1–3   | Butão     | 0–1      | 1–2      |

## Segunda fase
|  | Equipes qualificadas para a terceira fase e para a Copa da Ásia de 2019                                                          |
|  | Equipes qualificadas para a terceira fase e para a Copa da Ásia de 2019, a depender do critério de melhor colocado               |
|  | Equipes qualificadas para a terceira rodada de qualificação da Copa da Ásia de 2019                                              |
|  | Equipes qualificadas para a terceira rodada de qualificação ou a para a fase de play-off de qualificação da Copa da Ásia de 2019 |
|  | Equipes qualificadas para a fase de play-off de qualificação da Copa da Ásia de 2019                                             |
|  | Equipes impedidas pela FIFA de disputar as eliminatórias                                                                         |

### Grupo A
| Pos | Equipe                 | Pts | J | V | E | D | GP | GC | SG  | Classificado                                                                          |  | KSA  | UAE | PLE | MAS  | TLS |
| --- | ---------------------- | --- | - | - | - | - | -- | -- | --- | ------------------------------------------------------------------------------------- |  | ---- | --- | --- | ---- | --- |
| 1   | Arábia Saudita         | 20  | 8 | 6 | 2 | 0 | 28 | 4  | +24 | Equipes qualificadas para a terceira fase e para a Copa da Ásia de 2019               |  | —    | 2–1 | 3–2 | 2–0  | 7–0 |
| 2   | Emirados Árabes Unidos | 17  | 8 | 5 | 2 | 1 | 27 | 4  | +23 | Equipes qualificadas para a terceira fase e para a Copa da Ásia de 2019               |  | 1–1  | —   | 2–0 | 10–0 | 8–0 |
| 3   | Palestina              | 14  | 8 | 4 | 2 | 2 | 24 | 5  | +19 | Equipes qualificadas para a terceira rodada de qualificação da Copa da Ásia de 2019.  |  | 0–0  | 0–0 | —   | 6–0  | 7–0 |
| 4   | Malásia                | 6   | 8 | 2 | 0 | 6 | 7  | 29 | −22 | Equipes qualificadas para a fase de play-off de qualificação da Copa da Ásia de 2019. |  | 0–3  | 1–2 | 0–6 | —    | 3–0 |
| 5   | Timor-Leste            | 0   | 8 | 0 | 0 | 8 | 0  | 44 | −44 | Equipes qualificadas para a fase de play-off de qualificação da Copa da Ásia de 2019. |  | 0–10 | 0–3 | 0–3 | 0–3  | —   |

1. ↑  Os Emirados Árabes Unidos se classificaram para a Copa da Ásia como país anfitrião.
2. 1 2 3 4 5 6  Timor-Leste perdeu cinco partidas da fase de grupos devido a vários jogadores inelegíveis [5] Os resultados originais foram: Malásia 1–1 Timor-Leste; Timor-Leste 0–1 Emirados Árabes Unidos; Arábia Saudita 7–0 Timor-Leste; Timor-Leste 1–1 Palestina; Timor-Leste 0–1 Malásia.
3. ↑  A partida Malásia x Arábia Saudita foi premiada em 0–3, depois de ser abandonada em 1–2 depois que um grupo de torcedores jogou objetos no campo.[3][4]

### Grupo B
| Pos | Equipe       | Pts | J | V | E | D | GP | GC | SG  | Classificado                                                                          |  | AUS | JOR | KGZ | TJK | BAN |
| --- | ------------ | --- | - | - | - | - | -- | -- | --- | ------------------------------------------------------------------------------------- |  | --- | --- | --- | --- | --- |
| 1   | Austrália    | 21  | 8 | 7 | 0 | 1 | 29 | 4  | +25 | Equipes qualificadas para a terceira fase e para a Copa da Ásia de 2019               |  | —   | 5–1 | 3–0 | 7–0 | 5–0 |
| 2   | Jordânia     | 16  | 8 | 5 | 1 | 2 | 21 | 7  | +14 | Equipes qualificadas para a terceira rodada de qualificação da Copa da Ásia de 2019.  |  | 2–0 | —   | 0–0 | 3–0 | 8–0 |
| 3   | Quirguistão  | 14  | 8 | 4 | 2 | 2 | 10 | 8  | +2  | Equipes qualificadas para a terceira rodada de qualificação da Copa da Ásia de 2019.  |  | 1–2 | 1–0 | —   | 2–2 | 2–0 |
| 4   | Tadjiquistão | 5   | 8 | 1 | 2 | 5 | 9  | 20 | −11 | Equipes qualificadas para a fase de play-off de qualificação da Copa da Ásia de 2019. |  | 0–3 | 1–3 | 0–1 | —   | 5–0 |
| 5   | Bangladesh   | 1   | 8 | 0 | 1 | 7 | 2  | 32 | −30 | Equipes qualificadas para a fase de play-off de qualificação da Copa da Ásia de 2019. |  | 0–4 | 0–4 | 1–3 | 1–1 | —   |

### Grupo C
| Pos | Equipe    | Pts | J | V | E | D | GP | GC | SG  | Classificado                                                                          |  | QAT | CHN | HKG | MDV | BHU  |
| --- | --------- | --- | - | - | - | - | -- | -- | --- | ------------------------------------------------------------------------------------- |  | --- | --- | --- | --- | ---- |
| 1   | Catar     | 21  | 8 | 7 | 0 | 1 | 29 | 4  | +25 | Equipes qualificadas para a terceira fase e para a Copa da Ásia de 2019               |  | —   | 1–0 | 2–0 | 4–0 | 15–0 |
| 2   | China     | 17  | 8 | 5 | 2 | 1 | 27 | 1  | +26 | Equipes qualificadas para a terceira fase e para a Copa da Ásia de 2019               |  | 2–0 | —   | 0–0 | 4–0 | 12–0 |
| 3   | Hong Kong | 14  | 8 | 4 | 2 | 2 | 13 | 5  | +8  | Equipes qualificadas para a terceira rodada de qualificação da Copa da Ásia de 2019.  |  | 2–3 | 0–0 | —   | 2–0 | 7–0  |
| 4   | Maldivas  | 6   | 8 | 2 | 0 | 6 | 8  | 20 | −12 | Equipes qualificadas para a fase de play-off de qualificação da Copa da Ásia de 2019. |  | 0–1 | 0–3 | 0–1 | —   | 4–2  |
| 5   | Butão     | 0   | 8 | 0 | 0 | 8 | 5  | 52 | −47 | Equipes qualificadas para a fase de play-off de qualificação da Copa da Ásia de 2019. |  | 0–3 | 0–6 | 0–1 | 3–4 | —    |

### Grupo D
| Pos | Equipe         | Pts | J | V | E | D | GP | GC | SG  | Classificado                                                                          |  |     |     |     |     |     |
| --- | -------------- | --- | - | - | - | - | -- | -- | --- | ------------------------------------------------------------------------------------- |  | --- | --- | --- | --- | --- |
| 1   | Irã            | 20  | 8 | 6 | 2 | 0 | 26 | 3  | +23 | Equipes qualificadas para a terceira fase e para a Copa da Ásia de 2019               |  | —   | 2–0 | 3–1 | 6–0 | 4–0 |
| 2   | Omã            | 14  | 8 | 4 | 2 | 2 | 11 | 7  | +4  | Equipes qualificadas para a terceira rodada de qualificação da Copa da Ásia de 2019.  |  | 1–1 | —   | 3–1 | 1–0 | 3–0 |
| 3   | Turquemenistão | 13  | 8 | 4 | 1 | 3 | 10 | 11 | −1  | Equipes qualificadas para a terceira rodada de qualificação da Copa da Ásia de 2019.  |  | 1–1 | 2–1 | —   | 1–0 | 2–1 |
| 4   | Guam           | 7   | 8 | 2 | 1 | 5 | 3  | 16 | −13 | Equipes qualificadas para a terceira rodada de qualificação da Copa da Ásia de 2019.  |  | 0–6 | 0–0 | 1–0 | —   | 2–1 |
| 5   | Índia          | 3   | 8 | 1 | 0 | 7 | 5  | 18 | −13 | Equipes qualificadas para a fase de play-off de qualificação da Copa da Ásia de 2019. |  | 0–3 | 1–2 | 1–2 | 1–0 | —   |

1. ↑  A FIFA concedeu ao Irã uma vitória por 3 a 0 como resultado da Índia colocar em campo o jogador inelegível Eugeneson Lyngdoh[6] A partida inicialmente terminou em 3 a 0 para o Irã.

### Grupo E
| Pos | Equipe      | Pts | J | V | E | D | GP | GC | SG  | Classificado                                                                          |  | JPN | SYR | SIN | AFG | CAM |
| --- | ----------- | --- | - | - | - | - | -- | -- | --- | ------------------------------------------------------------------------------------- |  | --- | --- | --- | --- | --- |
| 1   | Japão       | 22  | 8 | 7 | 1 | 0 | 27 | 0  | +27 | Equipes qualificadas para a terceira fase e para a Copa da Ásia de 2019               |  | —   | 5–0 | 0–0 | 5–0 | 3–0 |
| 2   | Síria       | 18  | 8 | 6 | 0 | 2 | 26 | 11 | +15 | Equipes qualificadas para a terceira fase e para a Copa da Ásia de 2019               |  | 0–3 | —   | 1–0 | 5–2 | 6–0 |
| 3   | Singapura   | 10  | 8 | 3 | 1 | 4 | 9  | 9  | 0   | Equipes qualificadas para a terceira rodada de qualificação da Copa da Ásia de 2019.  |  | 0–3 | 1–2 | —   | 1–0 | 2–1 |
| 4   | Afeganistão | 9   | 8 | 3 | 0 | 5 | 8  | 24 | −16 | Equipes qualificadas para a terceira rodada de qualificação da Copa da Ásia de 2019.  |  | 0–6 | 0–6 | 2–1 | —   | 3–0 |
| 5   | Camboja     | 0   | 8 | 0 | 0 | 8 | 1  | 27 | −26 | Equipes qualificadas para a fase de play-off de qualificação da Copa da Ásia de 2019. |  | 0–2 | 0–6 | 0–4 | 0–1 | —   |

### Grupo F
| Pos | Equipe       | Pts | J | V | E | D | GP | GC | SG  | Classificado |  | THA | IRQ | VIE | TPE |
| --- | ------------ | --- | - | - | - | - | -- | -- | --- | --- |  | --- | --- | --- | --- |
| 1   | Tailândia    | 14  | 6 | 4 | 2 | 0 | 14 | 6  | +8  | Equipes qualificadas para a terceira fase e para a Copa da Ásia de 2019                                                            |  | —   | 2–2 | 1–0 | 4–2 |
| 2   | Iraque       | 12  | 6 | 3 | 3 | 0 | 13 | 6  | +7  | Equipes qualificadas para a terceira fase e para a Copa da Ásia de 2019                                                            |  | 2–2 | —   | 1–0 | 5–1 |
| 3   | Vietnã       | 7   | 6 | 2 | 1 | 3 | 7  | 8  | −1  | Equipes qualificadas para a terceira rodada de qualificação da Copa da Ásia de 2019.                                               |  | 0–3 | 1–1 | —   | 4–1 |
| 4   | Taipé Chinês | 0   | 6 | 0 | 0 | 6 | 5  | 19 | −14 | Equipes qualificadas para a terceira rodada de qualificação ou a para a fase de play-off de qualificação da C opa da Ásia de 2019. |  | 0–2 | 0–2 | 1–2 | —   |

- Em 30 de maio de 2015 a Indonésia foi punida com a desqualificação das eliminatórias após intervenção do governo na federação local.[7]

### Grupo G
| Pos | Equipe        | Pts | J | V | E | D | GP | GC | SG  | Classificado                                                                          |  | KOR | LIB | KUW | MYA | LAO |
| --- | ------------- | --- | - | - | - | - | -- | -- | --- | ------------------------------------------------------------------------------------- |  | --- | --- | --- | --- | --- |
| 1   | Coreia do Sul | 24  | 8 | 8 | 0 | 0 | 27 | 0  | +27 | Equipes qualificadas para a terceira fase e para a Copa da Ásia de 2019               |  | —   | 1–0 | 3–0 | 4–0 | 8–0 |
| 2   | Líbano        | 11  | 8 | 3 | 2 | 3 | 12 | 6  | +6  | Equipes qualificadas para a terceira rodada de qualificação da Copa da Ásia de 2019.  |  | 0–3 | —   | 0–1 | 1–1 | 7–0 |
| 3   | Kuwait        | 10  | 8 | 3 | 1 | 4 | 12 | 10 | +2  | Desqualificada                                                                        |  | 0–1 | 0–0 | —   | 9–0 | 0–3 |
| 4   | Myanmar       | 8   | 8 | 2 | 2 | 4 | 9  | 21 | −12 | Equipes qualificadas para a terceira rodada de qualificação da Copa da Ásia de 2019.  |  | 0–2 | 0–2 | 3–0 | —   | 3–1 |
| 5   | Laos          | 4   | 8 | 1 | 1 | 6 | 6  | 29 | −23 | Equipes qualificadas para a fase de play-off de qualificação da Copa da Ásia de 2019. |  | 0–5 | 0–2 | 0–2 | 2–2 | —   |

### Grupo H
| Pos | Equipe          | Pts | J | V | E | D | GP | GC | SG  | Classificado                                                                          |  |     |     |     |     |     |
| --- | --------------- | --- | - | - | - | - | -- | -- | --- | ------------------------------------------------------------------------------------- |  | --- | --- | --- | --- | --- |
| 1   | Uzbequistão     | 21  | 8 | 7 | 0 | 1 | 20 | 7  | +13 | Equipes qualificadas para a terceira fase e para a Copa da Ásia de 2019               |  | —   | 3–1 | 1–0 | 1–0 | 1–0 |
| 2   | Coreia do Norte | 16  | 8 | 5 | 1 | 2 | 14 | 8  | +6  | Equipes qualificadas para a terceira rodada de qualificação da Copa da Ásia de 2019.  |  | 4–2 | —   | 0–0 | 2–0 | 1–0 |
| 3   | Filipinas       | 10  | 8 | 3 | 1 | 4 | 8  | 12 | −4  | Equipes qualificadas para a terceira rodada de qualificação da Copa da Ásia de 2019.  |  | 1–5 | 3–2 | —   | 2–1 | 0–1 |
| 4   | Bahrein         | 9   | 8 | 3 | 0 | 5 | 10 | 10 | 0   | Equipes qualificadas para a terceira rodada de qualificação da Copa da Ásia de 2019.  |  | 0–4 | 0–1 | 2–0 | —   | 3–0 |
| 5   | Iémen           | 3   | 8 | 1 | 0 | 7 | 2  | 17 | −15 | Equipes qualificadas para a fase de play-off de qualificação da Copa da Ásia de 2019. |  | 1–3 | 0–3 | 0–2 | 0–4 | —   |

1. ↑  A FIFA concedeu à Coreia do Norte uma vitória por 3–0 como resultado do Iêmen ter colocado o jogador inelegível Mudir Al-Radaei, depois que a Coreia do Norte derrotou o Iêmen por 1–0. Al-Radaei não cumpriu uma suspensão automática de um jogo por receber dois cartões amarelos no início da Primeira rodada da competição.[8]

### Melhores segundos colocados
Como resultado da desqualificação da Indonésia por causa suspensão pela FIFA, o grupo F conteve apenas quatro times ao invés de cinco como os outros grupos. Desta forma, foi decidido que os resultados dos jogos contra os últimos colocados de cada grupo não seriam contabilizados na classificação dos melhores segundos colocados.
|  | Equipes qualificadas para a terceira fase e para a Copa da Ásia de 2019             |
|  | Equipes qualificadas para a terceira rodada de qualificação da Copa da Ásia de 2019 |

| Pos. | Seleção                | Pts | J | V | E | D | GP | GC | SG  | Grp. |
| ---- | ---------------------- | --- | - | - | - | - | -- | -- | --- | ---- |
| 1    | Iraque                 | 12  | 6 | 3 | 3 | 0 | 13 | 6  | +7  | F    |
| 2    | Síria                  | 12  | 6 | 4 | 0 | 2 | 14 | 11 | +3  | E    |
| 3    | Emirados Árabes Unidos | 11  | 6 | 3 | 2 | 1 | 16 | 4  | +12 | A    |
| 4    | China                  | 11  | 6 | 3 | 2 | 1 | 9  | 1  | +8  | C    |
| 5    | Coreia do Norte        | 10  | 6 | 3 | 1 | 2 | 10 | 8  | +2  | H    |
| 6    | Jordânia               | 10  | 6 | 3 | 1 | 2 | 9  | 7  | +2  | B    |
| 7    | Omã                    | 8   | 6 | 2 | 2 | 2 | 6  | 6  | 0   | D    |
| 8    | Líbano                 | 5   | 6 | 1 | 2 | 3 | 3  | 6  | –3  | G    |

### Melhores quartos colocados
Assim como no caso dos segundos colocados, os jogos contra os últimos colocados não foram utilizados para definir a classificação dos melhores quartos colocados.
|  | Equipes qualificadas para a terceira rodada de qualificação da Copa da Ásia de 2019  |
|  | Equipes qualificadas para a fase de play-off de qualificação da Copa da Ásia de 2019 |

| Pos. | Seleção      | Pts | J | V | E | D | GP | GC | SG  | Grp. |
| ---- | ------------ | --- | - | - | - | - | -- | -- | --- | ---- |
| 1    | Guam         | 4   | 6 | 1 | 1 | 4 | 1  | 14 | –13 | D    |
| 2    | Myanmar      | 4   | 6 | 1 | 1 | 4 | 4  | 18 | –14 | G    |
| 3    | Bahrein      | 3   | 6 | 1 | 0 | 5 | 3  | 10 | –7  | H    |
| 4    | Afeganistão  | 3   | 6 | 1 | 0 | 5 | 4  | 24 | –20 | E    |
| 5    | Tadjiquistão | 1   | 6 | 0 | 1 | 5 | 3  | 19 | –16 | B    |
| 6    | Taipé Chinês | 0   | 6 | 0 | 0 | 6 | 5  | 19 | –14 | F    |
| 7    | Maldivas     | 0   | 6 | 0 | 0 | 6 | 0  | 15 | –15 | C    |
| 8    | Malásia      | 0   | 6 | 0 | 0 | 6 | 1  | 29 | –28 | A    |

## Terceira fase
|  | Equipe classificada a Copa do Mundo FIFA de 2018 |
|  | Equipe classificada a quarta fase                |
|  | Equipe eliminada                                 |

### Grupo A
| Pos | Equipe        | Pts | J  | V | E | D | GP | GC | SG | Classificado                                     |  | IRN | KOR | SYR | UZB | CHN | QAT |
| --- | ------------- | --- | -- | - | - | - | -- | -- | -- | ------------------------------------------------ |  | --- | --- | --- | --- | --- | --- |
| 1   | Irã           | 22  | 10 | 6 | 4 | 0 | 10 | 2  | +8 | Equipe classificada a Copa do Mundo FIFA de 2018 |  | —   | 1–0 | 2–2 | 2–0 | 1–0 | 2–0 |
| 2   | Coreia do Sul | 15  | 10 | 4 | 3 | 3 | 11 | 10 | +1 | Equipe classificada a Copa do Mundo FIFA de 2018 |  | 0–0 | —   | 1–0 | 2–1 | 3–2 | 3–2 |
| 3   | Síria         | 13  | 10 | 3 | 4 | 3 | 9  | 8  | +1 | Equipe classificada a quarta fase                |  | 0–0 | 0–0 | —   | 1–0 | 2–2 | 3–1 |
| 4   | Uzbequistão   | 13  | 10 | 4 | 1 | 5 | 6  | 7  | −1 | Eliminados                                       |  | 0–1 | 0–0 | 1–0 | —   | 2–0 | 1–0 |
| 5   | China         | 12  | 10 | 3 | 3 | 4 | 8  | 10 | −2 | Eliminados                                       |  | 0–0 | 1–0 | 0–1 | 1–0 | —   | 0–0 |
| 6   | Catar         | 7   | 10 | 2 | 1 | 7 | 8  | 15 | −7 | Eliminados                                       |  | 0–1 | 3–2 | 1–0 | 0–1 | 1–2 | —   |

### Grupo B
| Pos | Equipe                 | Pts | J  | V | E | D | GP | GC | SG  | Classificado                                     |  | JPN | KSA | AUS | UAE | IRQ | THA |
| --- | ---------------------- | --- | -- | - | - | - | -- | -- | --- | ------------------------------------------------ |  | --- | --- | --- | --- | --- | --- |
| 1   | Japão                  | 20  | 10 | 6 | 2 | 2 | 17 | 7  | +10 | Equipe classificada a Copa do Mundo FIFA de 2018 |  | —   | 2–1 | 2–0 | 1–2 | 2–1 | 4–0 |
| 2   | Arábia Saudita         | 19  | 10 | 6 | 1 | 3 | 17 | 10 | +7  | Equipe classificada a Copa do Mundo FIFA de 2018 |  | 1–0 | —   | 2–2 | 3–0 | 1–0 | 1–0 |
| 3   | Austrália              | 19  | 10 | 5 | 4 | 1 | 16 | 11 | +5  | Equipe classificada a quarta fase                |  | 1–1 | 3–2 | —   | 2–0 | 2–0 | 2–1 |
| 4   | Emirados Árabes Unidos | 13  | 10 | 4 | 1 | 5 | 10 | 13 | −3  | Eliminados                                       |  | 0–2 | 2–1 | 0–1 | —   | 2–0 | 3–1 |
| 5   | Iraque                 | 11  | 10 | 3 | 2 | 5 | 11 | 12 | −1  | Eliminados                                       |  | 1–1 | 1–2 | 1–1 | 1–0 | —   | 4–0 |
| 6   | Tailândia              | 2   | 10 | 0 | 2 | 8 | 6  | 24 | −18 | Eliminados                                       |  | 0–2 | 0–3 | 2–2 | 1–1 | 1–2 | —   |

## Quarta fase
As duas equipes terceira colocadas em cada um dos grupos da terceira fase disputaram um contra o outro em partida de ida e volta para determinar qual seleção avançou a respecagem.
O sorteio para esta fase (para determinar a ordem das partidas) será realizado após o termino da terceira fase.
| Equipe 1 | Total | Equipe 2  | 1.º jogo | 2.º jogo  |
| -------- | ----- | --------- | -------- | --------- |
| Síria    | 2–3   | Austrália | 1–1      | 1–2 (pro) |

## Repescagem intercontinental
O sorteio para a repescagem foi realizado como parte do sorteio preliminar para a Copa do Mundo de 2018 em 25 de julho de 2015 em São Petersburgo na Rússia. O quinto colocado da Ásia foi sorteado contra o quarto colocado da zona norte, centro-americana e caribenha, com a equipe da Ásia jogando a partida de volta em casa.
| Equipe 1 | Total | Equipe 2  | 1.º jogo | 2.º jogo |
| -------- | ----- | --------- | -------- | -------- |
| Honduras | 1–3   | Austrália | 0–0      | 1–3      |